# Operace Galaxia
Operace Galaxia (španělsky Operación Galaxia) bylo tajné označení plánu, který předcházel pokusu o státní převrat v roce 1981 ve Španělsku známý jako 23-F. 
Název Galaxia byl zvolen podle kavárny Cafetería Galaxia v Madridu (později Van Gogh Café, od roku 2019 Taco Bell), kde se 11. listopadu 1978 setkali důstojníci, kteří akci naplánovali.

## Plán akce

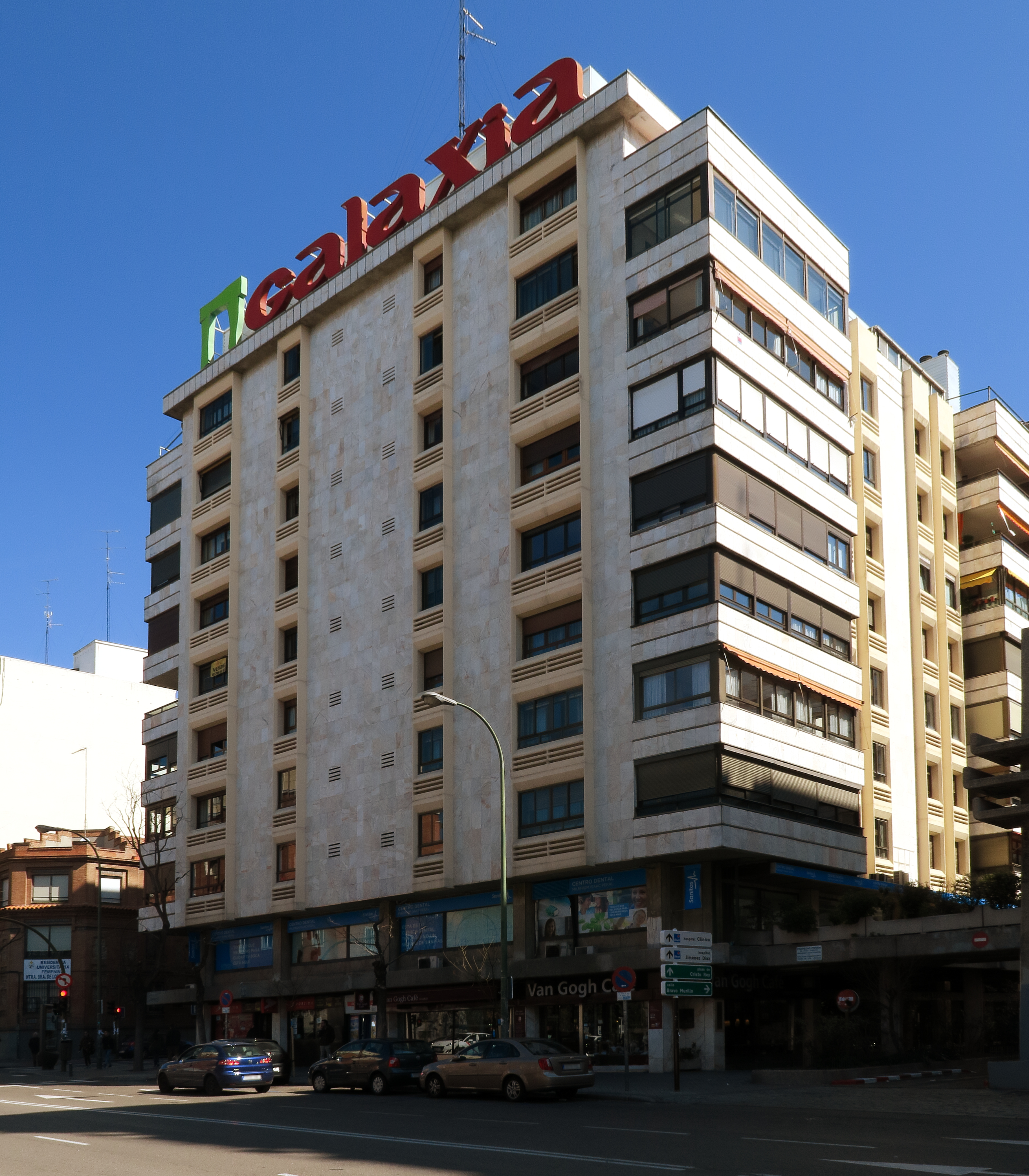
Budova Galaxia s kavárnou Van Gogh Café, dříve kavárna Galaxia, místo vzniku spiknutí.

Operace se měla uskutečnit 17. listopadu 1978. Jejím cílem bylo zabránit probíhajícímu přechodu Španělska na demokratickou monarchii. Toto datum bylo vybráno proto, že král Jan Karel I. měl v té době být na oficiální cestě v Mexiku. Tři hlavní aktéři operace byli podplukovník četnictva (Guardia civil) Antonio Tejero Molina, major Ricardo Saenz Ynestrillas a další plukovník, jehož jméno nebylo zveřejněno.
U rozhovoru byli dále přítomni kapitán policejní pěchoty a velitel armádní pěchoty, kteří posléze o připravovaném spiknutí informovali své nadřízené.
Dne 8. května 1980 byli dva hlavní podezřelí, Tejero a Ynestrillas, před vojenským soudem a na jejich cestě byli povzbuzováni davy s nacionalistickými vlajkami, ale také uráženi, což ukazovalo na rozdělení španělské společnosti v té době. Generální prokurátor požadoval šest let pro Tejeru a pět pro Ynestrillase, ti však dostali pouze minimální tresty - sedm měsíců a den, respektive šest měsíců a den. Ani jeden z nich nebyl zbaven své vojenské hodnosti a Ynestrillas byl později dokonce povýšen na velitele (majora).

## Pokus o převrat v roce 1981
Podplukovník Tejero se pokusil o další puč 23. února 1981 (23-F), uprostřed hlasování poslanců o novém předsedovi vlády. S dvěma stovkami mužů obsadil dolní komoru parlamentu a jako rukojmí držel vládu a 350 poslanců. Poté vyhlásil ústavu vojenské junty. Tento incident se stal známým jako převrat 23-F.